# Orthostigma pseudolaticeps
Orthostigma pseudolaticeps är en stekelart som beskrevs av Konigsmann 1969. Orthostigma pseudolaticeps ingår i släktet Orthostigma och familjen bracksteklar. Inga underarter finns listade i Catalogue of Life.